# Блатна пісня
Блатна пісня (блатний фольклор, блатняк) — пісенний жанр, присвячений побуту і звичаям кримінального середовища; первинно орієнтований на ув'язнених та осіб, близьких до злочинного світу. Зародився в Росії XIX століття, остаточно сформувався в часи СРСР. З часом у жанрі блатної музики стали створюватися пісні, які виходять за межі кримінальної тематики, однак зберігають її характерні особливості: мелодію, жаргон, стиль оповіді, світогляд.

## Характеристика
Основні риси блатної пісні — сюжетність, тісний зв'язок з конкретними життєвими ситуаціями, позиціями і переживаннями злочинців та рецидивістів, гранично спрощений мелодизм, використання у віршах стилістики розмовної мови і кримінального жаргону. Як правило, блатний фольклор оспівує, романтизує образ ув'язненого або рецидивіста і виправдовує злочинний спосіб життя. У піснях автори показують представників кримінального світу з позитивного боку, розповідаючи про життя, побут, переживання злочинців — як тих хто тимчасово перебуває на волі, так і ув'язнених, в той же час зводячи вільних людей (у термінології кримінальників — «фраєрів») до стану «сміття».

## Походження
У середині XIX століття існували так звані «пісні волі і неволі», «острожні», «каторжні». Російський письменник Федір Достоєвський, в'язень Омської каторжної в'язниці у 1851—1854 роках, цитував в «Записках з Мертвого дому» різні жанрові зразки, почерпнуті ним в арештантському середовищі.

У 1908 році Вільгельм Гартевельд здійснив подорож по «Великому Сибірському шляху», в якій записував пісні поселенців і політкаторжан.
Термін «блатна пісня» виник на початку XX століття з появою виконавців подібної музики на естраді. В моду увійшов так званий босяцький, або рваний, жанр, викликаний підвищеним інтересом у суспільстві до світу знедолених людей, які в ті часи в публіцистиці та художній літературі зображувалися або жертвами соціальної несправедливості, або носіями бунтарського духу. На сцені МХТ тюремна пісня «Сонце сходить і заходить» вперше пролунала у п'єсі Максима Горького «На дні» (1902 році). Вирішальний вплив на формування жанру справили міський романс та клезмер.

## Радянський час
Традиційні мелодії блатної пісні в радянський час запозичені з ресторанних пісень та куплетів, що складалися і виконувалися єврейськими артистами в Одесі на початку XX століття. У музичному відношенні (мелодика, аранжування) ці пісні зазнали сильний вплив клезмеру, який помітний у жанрі і досі.

### Мурка
Однією з перших блатних пісень, що здобули широку популярність, вважається «Мурка» (1923?). Відомості про авторство «Мурки» вкрай суперечливі. У 2000-ті роки поширилася версія, не підтверджена жодними джерелами, що цю пісню на вірші одеського журналіста і кінодраматурга Якова Ядова написав майбутній «король європейського танго», ризький композитор і видавець Оскар Строк. В якості аргументів наводяться три факти: «Мурка» спочатку створена в стилі класичного танго, пісня вперше була опублікована в Ризі Ст. Гадаліним — колишнім колегою Строка, її співав рижанин К. Сокольський, якому випала честь бути першим виконавцем багатьох творів Строка. Однак причетність Строка до створення «Мурки» не витримує критики: композитор не бував в Одесі і з Ядовим знайомий не був, на початку двадцятих років він майже не складав нових пісень, а до жанру танго звернувся лише через п'ять років — перше танго Строка «Чёрные глаза» написано у 1928 році. Так або інакше, «Мурка» швидко стала народною, її слова змінювалися невідомими авторами, які додавали жаргонізми. Мелодія пісні виконується у злодійському кублі головним героєм художнього фільму «Місце зустрічі змінити не можна», дія якого розгортається восени 1945 року в Москві.

### Утьосов
Вперше блатні пісні на грамплатівках були видані в 1930-тих роках, виконавцем яких став відомий артист естради, уродженець Одеси Леонід Утьосов. Одна з таких пісень — «Гоп со смыком», написана в стилізації пісень одеситів. У ті ж роки Круч, на прохання Сталіна, виконав під час прийому в Кремлі разом зі своїм оркестром пісню «С одесского кичмана». Сталін аплодував після виступу.
У 1930-1940-і роки з'явилися пісні про страждання засуджених, які перебувають в ГУЛАГ. Пісня про людей, які перебували у важких умовах у таборах на Колимі в Магаданської області «Ванинский порт», авторство якої досі викликає суперечки. Пісня з'явилася наприкінці 1940-х років, стала своєрідним гімном в'язнів та зберигла популярність навіть у 1950-их роках.
Інший трагічний гімн засуджених, написаний невідомим автором «По тундре» («Воркута-Ленинград») з'явився в другій половині 1940-х років. У 1930-х роках і на початку 1940-х втечі з місць ув'язнення були рідкісні, оскільки зазвичай жорстоко придушувалися — втікачів просто розстрілювали. З приходом в табори ГУЛАГу колишніх військовополонених гітлерівських таборів і колишніх повстанців-націоналістів, перш за все українських, втечі стали серйозною проблемою в пенітенціарних установах СРСР. Пісня поетизує прагнення до свободи і ненависть до тих, хто охороняє арештантів і засуджених.
За часів правління Микити Хрущова і Леоніда Брежнєва блатні пісні, в тому числі Леоніда Утьосова, вже не тиражувалися на грамплатівках і не звучали по радіо. Один з найвідоміших виконавців блатних пісень Аркадій Сєвєрний, наприкінці 1960-х у 1970-х роках, виступав з нелегальними концертами, хоча не мав досвіду перебування в місцях позбавлення волі. Дослідники знаходять окремі мотиви блатної пісні в ранніх творах Володимира Висоцького та Олександра Розенбаума.

## Після 1991 року, комерціалізація і поява терміна «шансон»
У 90-ті роки в Росії з'явилися безліч музикантів і колективів, які виконували на естрадній сцені блатну пісню. В ті части став відомим в Росії поет-пісняр Михайло Таніч, у часи Сталіна він мав досвід життя табірника в місцях позбавлення волі. Ним також був створений один з найпопулярніших гуртів цього жанру — «Лісоповал». Платівки гурту виходили мільйонними тиражами, а виступи демонструвалися провідними федеральними телеканалами.
На початку 90-х років, за спогадами режисера Москонцерту Сергія Годунова, ніхто не називав блатну пісню «шансоном», цей термін використовувався лише щодо французької музики. У 1990 році вперше був проведений фестиваль блатної музики в московському театрі Естради, названий його організаторами «Гоп-стоп шоу». У 1991 році аналогічний фестиваль пройшов в Санкт-Петербурзі, який був названий «Російський шансон. Лиговка−91». До цього часу звільнився з колонії суворого режиму один з найвідоміших виконавців в жанрі блатний пісні і так званого «міського фольклору» Олександр Новіков.
З 1998 року на магнітофонних касетах почали видаватися швидко стали популярними альбоми Шури Каретного, де виконувалися твори, стилізовані під блатну пісню, звучали діалоги, що рясніли ненормативною лексикою і розповіді в іронічній формі від імені людини, що нібито неодноразово відбував покарання у місцях позбавлення волі. Пізніше з'ясувалося, що псевдонім «Шура Каретний» належить народному артисту Росії, актору московського театру «Ермітаж» Олександру Пожарову, не мав кримінального минулого, але застосував один з образів, бачений ним в молодості.
На початку XXI століття по відношенню до блатний пісні, яка звучить по радіо і на телебаченні, зазвичай вживається термін російський шансон. Вона стала предметом масової культури. Зокрема, пісню «Мурка» — один із символів блатний музики радянських часів — виконують (як і деякі інші), в новому аранжуванні, навіть поп-виконавці і репери.
Символом нового російського «шансону» стала пісня «Володимирський централ» Михайла Круга, але її автор ніколи не сидів у в'язниці.